# Skrzynka (gry komputerowe)
Skrzynka (ang. loot box lub lootbox) – pojemnik w grach komputerowych zawierający losowe, wirtualne przedmioty. W zależności od produkcji można go otrzymać za postęp w grze lub kupując za wirtualne (zdobywane w grze) lub realne pieniądze za pomocą mikropłatności. Ponadto w części tytułów skrzynki zawierają tylko przedmioty kosmetyczne, które nie dają przewagi graczowi, natomiast w innych przedmioty, które mogą wpływać na wynik rozgrywki.
Według Juniper Research, czyli firmy zajmującej się analizą trendów rynkowych, w 2018 roku konsumenci z całego świata wydadzą na skrzynki oraz handel skórkami około 30 miliardów dolarów amerykańskich, a w 2022 roku około 50 miliardów.
Po negatywnych reakcjach krytyków i graczy skrzynki kupowane przy pomocy mikropłatności wycofano z gier takich jak: Śródziemie: Cień wojny i Star Wars: Battlefront 2.
W Polsce Ministerstwo Finansów wydało oświadczenie, z którego wynika, że skrzynki są legalne i nie naruszają obowiązującej ustawy hazardowej, ponieważ sam element losowości nie przesądza o charakterze hazardowym gry.